# 岡山県道206号院庄線
岡山県道206号院庄線（おかやまけんどう206ごう いんのしょうせん）は、岡山県津山市を通る一般県道である。

## 概要
作楽神社（さくらじんじゃ、院庄館跡）と国道179号および中国自動車道 院庄ICを結ぶ。岡山県では唯一の城館跡に通じる県道である。

### 路線データ
- 起点：岡山県津山市神戸（作楽神社・院庄館跡）
- 終点：岡山県津山市院庄（院庄インター交差点、国道179号交点・すぐそばに中国自動車道院庄IC）
- 総延長：426 m

## 地理

### 通過する自治体
- 津山市

### 交差する道路
| 交差する道路               | 交差する場所 | 交差する場所                        |
| -------------------------- | ------------ | ----------------------------------- |
| E2A 中国自動車道 国道179号 | 院庄         | 院庄インター交差点 / 終点 14 院庄IC |

### 沿線
- 作楽神社（院庄館跡）